# (37714) 1996 RK29
1996 RK29 (asteroide 37714) é um asteroide troiano de Júpiter. Possui uma excentricidade de 0.18780150 e uma inclinação de 4.53085º.
Este asteroide foi descoberto no dia 11 de setembro de 1996 por Uppsala-DLR Trojan Survey em La Silla.